# Alan Rodríguez Guaglianoni
Alan Jesús Rodríguez Guaglianoni  (Canelones, Uruguay; 25 de enero de 2000) es un futbolista uruguayo. Juega de centrocampista y su equipo actual es el S.C. Internacional de la la primera división del Campeonato Brasileño.

## Trayectoria
Rodríguez entró a las inferiores del Defensor Sporting a los 11 años, y debutó con el primer equipo el 17 de febrero de 2019 ante Peñarol.
Luego de dos temporadas en Sporting, en abril de 2021 fichó en el Boston River. En sus dos años en el club, Rodríguez fue capitán del equipo.
En agosto de 2022 firmó contrato en el Argentinos Juniors de la Primera División de Argentina. Concluyó su etapa en el club argentino, donde disputó 93 partidos, anotando ocho goles y dando cinco asistencias. Esta temporada, fue titular en 17 partidos, anotando dos goles y dando tres asistencias.
El 30 de julio de 2025, el Inter de Porto Alegre fichó oficialmente a Alan Rodríguez. Lo adquirió de Argentinos Juniors y firmó hasta diciembre de 2029. El acuerdo ascendía a US$ 4 millones por el 80% de los derechos económicos, que se repartieron con el Boston River de Uruguay.

## Selección nacional
Fue seleccionado juvenil por Uruguay y disputó el Campeonato Sudamericano de Fútbol Sub-17 de 2017.

## Estadísticas
Actualizado al último partido disputado el 18 de febrero de 2023.
| Club                         | Div.          | Temporada     | Liga  | Liga  | Copas nacionales | Copas nacionales | Copas internacionales | Copas internacionales | Total | Total |
| Club                         | Div.          | Temporada     | Part. | Goles | Part.            | Goles            | Part.                 | Goles                 | Part. | Goles |
| ---------------------------- | ------------- | ------------- | ----- | ----- | ---------------- | ---------------- | --------------------- | --------------------- | ----- | ----- |
| Defensor Sporting · Uruguay  | 1.ª           | 2019          | 28    | 5     | —                | —                | —                     | —                     | 28    | 5     |
| Defensor Sporting · Uruguay  | 1.ª           | 2020          | 22    | 1     | —                | —                | —                     | —                     | 22    | 1     |
| Defensor Sporting · Uruguay  | Total club    | Total club    | 50    | 6     | 0                | 0                | 0                     | 0                     | 50    | 6     |
| Boston River · Uruguay       | 1.ª           | 2021          | 29    | 3     | —                | —                | —                     | —                     | 29    | 3     |
| Boston River · Uruguay       | 1.ª           | 2022          | 22    | 3     | —                | —                | —                     | —                     | 22    | 3     |
| Boston River · Uruguay       | Total club    | Total club    | 51    | 6     | 0                | 0                | 0                     | 0                     | 51    | 6     |
| Argentinos Juniors Argentina | 1.ª           | 2022          | 15    | 1     | 0                | 0                | —                     | —                     | 15    | 1     |
| Argentinos Juniors Argentina | 1.ª           | 2023          | 4     | 0     | 0                | 0                | —                     | —                     | 4     | 0     |
| Argentinos Juniors Argentina | 1.ª           | 2024          | 0     | 0     | 2                | 1                | 0                     | 0                     | 2     | 1     |
| Total club                   | Total club    | Total club    | 19    | 1     | 2                | 1                | 0                     | 0                     | 21    | 2     |
| Total carrera                | Total carrera | Total carrera | 120   | 13    | 2                | 1                | 0                     | 0                     | 122   | 14    |